# Jorge Hernández Padrón
Jorge Hernández Padrón (Havanna, 1954. november 17. – 2019. december 12.)  olimpiai- és világbajnok kubai ökölvívó.

## Eredményei
- 1974-ben világbajnok papírsúlyban.
- 1975-ben aranyérmes a pánamerikai játékokon papírsúlyban.
- 1976-ban olimpiai bajnok papírsúlyban.
- 1978-ban ezüstérmes a világbajnokságon papírsúlyban.